# Belleben
Belleben ist eine Ortschaft der Stadt Könnern im Salzlandkreis des Bundeslandes Sachsen-Anhalt. Sie besteht aus den Ortsteilen Belleben, Haus Zeitz und Piesdorf.

## Geografische Lage
Belleben liegt etwa 15 km westlich von Könnern am Westufer der unteren Saale. Belleben ist die westlichste Ortschaft von Könnern. Sie liegt an der Grenze zum Mansfelder Land und zu Anhalt. Landschaftlich befindet sich Belleben am Nordrand der Hettstedt-Rothenburger Gebirgsbrücke, welche Teil des östlichen Harzvorlands ist.

## Geschichte

Kreisgrabenanlage von Belleben

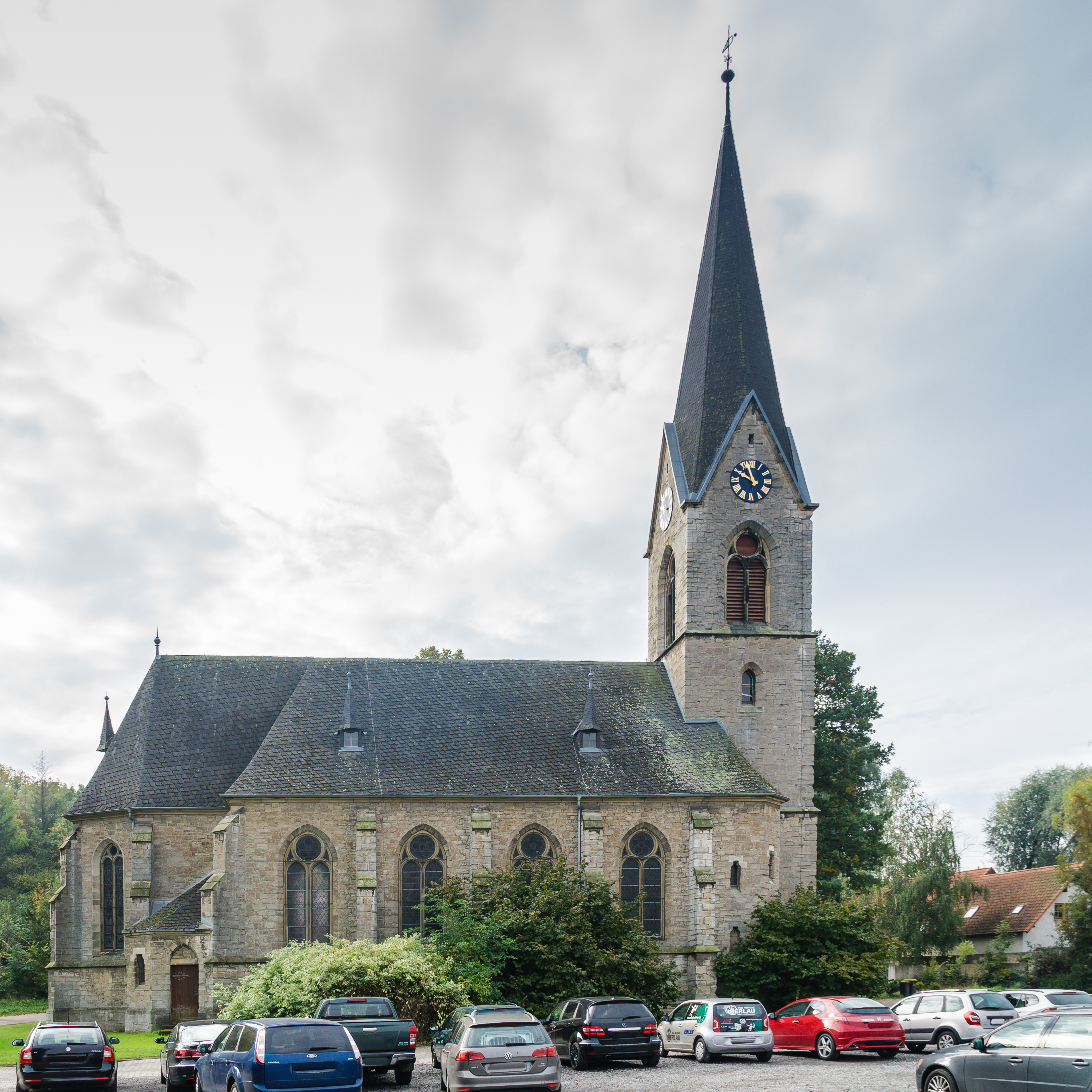
Kirche in Belleben

Die Gegend um Belleben war aufgrund der fruchtbaren Böden vermutlich seit der Jungsteinzeit besiedelt. Auf bronzezeitliche Spuren weist das Depot von Belleben.
Die Existenz Bellebens als „Beineleibe“ belegen schriftliche Aufzeichnungen des Klosters Fulda aus dem Jahr 744. Die erste urkundliche Erwähnung als „Benaleba“ stammt aus von 21. Mai 876 aus einem Protokoll des Königs Ludwig dem Deutschen mit dem Fuldaer Abt Sigihard. In der Folgezeit gehörte Belleben über Jahrhunderte zum Erzstift Magdeburg unter der Verwaltung der Erzbischöfe von Magdeburg. Die Gerichtsbarkeit über Belleben wechselte im Lauf der Jahrhunderte zwischen verschiedenen adligen Herren. Vom 12. bis ins 17. Jahrhundert waren dies die Herren von Belleben, von Trotha, von Krosigk und von Lochau.
Mit dem Anfall des Erzstifts Magdeburg an Brandenburg-Preußen wurden 1680 die Kurfürsten von Brandenburg (ab 1701 Könige in/von Preußen) neue Landesherren des nun „Herzogtum Magdeburg“ genannten Gebiets. Belleben lag im Norden des nun preußischen Saalkreises. Nach dem Aussterben der Herren von Lochau im Jahr 1684 lag die Gerichtsbarkeit über Belleben bei den Fürsten von Anhalt-Bernburg. Nachdem Fürst Lebrecht von Anhalt-Bernburg (* 1669; † 1727) neben Belleben und dem benachbarten Haus Zeitz das anhaltinische Amt Hoym und die Herrschaften Schaumburg und Holzappel (beide bei Limburg an der Lahn) erworben hatte, wurde dieser Besitz unter der Seitenlinie Anhalt-Bernburg-Schaumburg-Hoym vereint. Dabei bildete Belleben mit Haus Zeitz, das unter kursächsischer Oberhoheit stand, das Fürstlich-Anhalt-Bernburg-Schaumburgische Amt Zeitz.
Mit dem Frieden von Tilsit wurde das unter preußischer Landeshoheit stehende Belleben im Jahr 1807 dem Königreich Westphalen angegliedert und dem Distrikt Halle im Departement der Saale zugeordnet. Der Ort gehörten zum Kanton Alsleben. Nach der Niederlage Napoleons und dem Ende des Königreichs Westphalen befreiten die verbündeten Gegner Napoleons Anfang Oktober 1813 den Saalkreis. Bei der politischen Neuordnung nach dem Wiener Kongress 1815 wurde Belleben im Jahr 1816 dem Regierungsbezirk Merseburg der preußischen Provinz Sachsen angeschlossen und dem Mansfelder Seekreis zugeordnet. Ab Mitte des 19. Jahrhunderts setzte die Industrialisierung Bellebens ein (1851/66 Bau der Zuckerfabrik, 1871 Anschluss an die Eisenbahn).

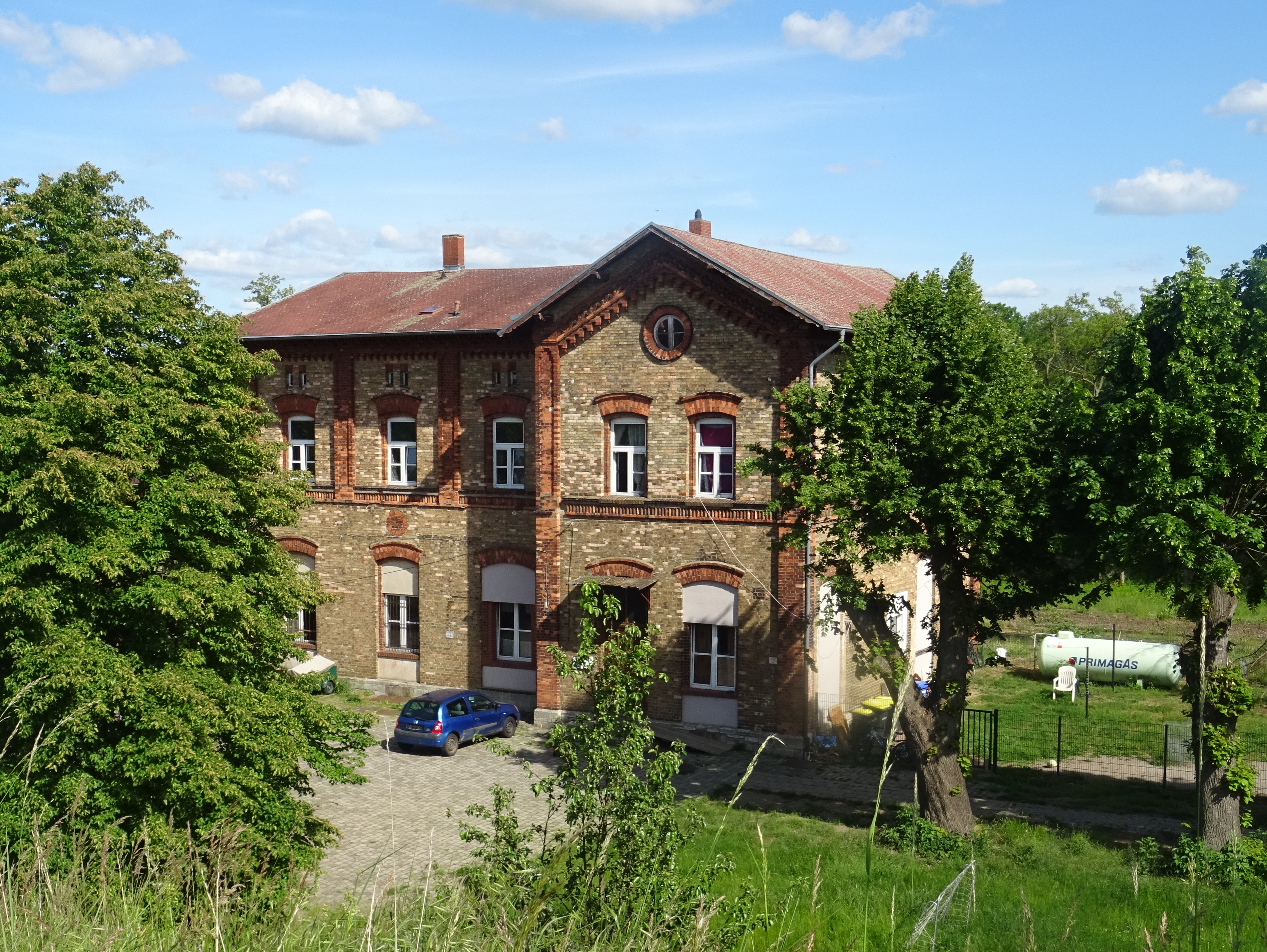
Alter Bahnhof Belleben

Mit der ersten Kreisreform in der DDR wurde Belleben 1950 dem Landkreis Bernburg angegliedert. Durch die zweite Kreisreform in der DDR im Jahr 1952 kam der Ort zum Kreis Bernburg im Bezirk Halle, der 1990 zum Landkreis Bernburg wurde und 2007 im Salzlandkreis aufging. Piesdorf wurde am 14. Juli 1961 eingemeindet, Haus Zeitz bereits früher mit Auflösung der Gutsbezirke.
Am 1. Januar 2005 erfolgte die Eingemeindung Bellebens in die Stadt Könnern.

## Verkehrsanbindung
Die A 14, die von Leipzig nach Magdeburg führt, überquert nordöstlich von Belleben die Saale. In Belleben befindet sich seit 1871 ein Bahnhof der Bahnstrecke Halle–Halberstadt. Der ursprünglich, weit östlich des Ortes gelegene Bahnhof wurde in den 1990er Jahren durch einen zentralen Haltepunkt ersetzt.

## Persönlichkeiten
- Johann Friedrich Plessing (1720–1793), lutherischer Theologe und Geistlicher, Pfarrer in Belleben
- Friedrich Victor Leberecht Plessing (1749–1806), Philosoph, Religionswissenschaftler und Hochschullehrer, geboren in Belleben